# 가이인지촌
가이인지촌(일본어: 海印寺村)은 일본 교토부 오토쿠니군에 설치되었던 촌이다.